# ラジオ日本マリーンズナイター
『ラジオ日本マリーンズナイター』（ラジオにっぽんマリーンズナイター、Radio Nippon Marines Nighter）は、2006年から2018年までアール・エフ・ラジオ日本（RFラジオ日本）が不定期に放送していた、千葉ロッテマリーンズ主催試合を対象としたプロ野球ナイトゲーム中継番組である。

## 概要
- ラジオ日本では、これまで読売ジャイアンツの試合を中心に、他局（ニッポン放送・文化放送）に放送権を独占されている東京ヤクルトスワローズ主催ゲームを除き「ラジオ日本ジャイアンツナイター」として放送していたが、2006年からビジターを中心とした巨人戦のナイター中継放送予定のない日、かつロッテがQVCマリンフィールドで主催ホームゲームが行われる日に限りロッテ応援中継として実況放送を行うことになった。第1回は2006年4月7日(金曜日)の千葉マリンの対楽天戦(ナゴヤドームの中日対巨人の裏開催)。
- 「ジャイアンツナイター」のネット受けを行っている岐阜放送とラジオ関西も以前はネットしていた。
  - しかし、ラジオ関西は2010年度以降、ラジオ日本にて「マリーンズナイター」として放送されるカードは水曜日・金曜日の開催分のみのネットに縮小し、該当曜日が「マリーンズナイター」となった場合はネットせずに、ナイターがない場合に準じた自社制作番組編成に差し替えるようになった。2013年度[1]はさらにこれを全曜日に拡大したため、「マリーンズナイター」は一切ネットされないことになった。詳しくは当該項を参照のこと。なお、ラジオ関西ではタイトルを差し替えず「ラジオ関西ジャイアンツナイター」のままでネットしていた。
  - 岐阜放送についても2014年度までは「ダイナミックナイター」として放送されていたが、2015年度以降は巨人戦以外の中継のネット受けを取りやめたため、「マリーンズナイター」の放送日は、「中日対巨人」実施時に準じて自社制作番組「ダッシュ一番歌謡曲」に差し替えることになった。これにより、2015年度からの「マリーンズナイター」はラジオ日本のみの放送となる。
- 2011年はホーム含めて9戦しか放送がなく、うち6戦がヤフードームのソフトバンク戦、東京ドームの日本ハム戦とビジター中継になっている。その6戦はすべて横浜スタジアムの「横浜ベイスターズ対巨人」の裏開催のカードであり、この年は該当カードの放送にも制限がかかっていたものと推測される。2012年は8試合放送し、日程は6月13日、14の「ロッテ対広島」、7月3-5日の「ロッテ対楽天」、8月14-16日の「ソフトバンク対ロッテ」（ヤフードーム）でそれぞれ「日本ハム対巨人」、「横浜DeNA対巨人」、「中日対巨人」の裏カード（いずれも巨人はビジター）として放送。
- 3回の表、6回の表にスタンドレポートが入る。客にインタビューし、その間に実況を挟まず、まとめて報告する。
- 交流戦でのロッテ主催の巨人戦は、「ラジオ日本ジャイアンツナイター」として放送し、基本的にジャイアンツナイターのフォーマットに準拠していたが、当該カードは2012年を最後に放送がない[2]。本番組はそれ以降も継続し、2013年は8試合（対ソフトバンク戦ビジター3試合含む）を中継したが、2014年は5試合、2015年は3試合（いずれもロッテ主催のみ）と減少傾向にある。
- 「ジャイアンツナイター」にてラジオ日本とJRNの提携が行われ、巨人ビジターゲームの中継が強化されることになった2016年も、巨人の移動日に行われる3試合（ロッテ主催のみ）の中継が決定[3]。本番組についてはJRNとの提携の対象外となるため、2016年は試合が中止になった場合でも従来通り予備カードの補充は行わず、自社制作の雨傘番組（2016年時点では「マリーンズナイタースタジオ特集・麻布台スタジアム」）を放送した。またJRNとの提携の関係上、巨人戦の中止時に予備からの昇格によりロッテ戦をTBSラジオ（またはビジター側のJRN系列局）制作で放送する場合は「ジャイアンツナイター」扱いとなり、2016年は9月20日の「ロッテ対楽天」（TBSラジオ制作・JRN第1予備）が該当するところだったが、こちらも雨天中止となり、「オリックス対西武」（朝日放送ラジオ制作・JRN第2予備）が本番カードに昇格した[4]。

- 2017年は本番カードとしてはJRNとの提携対象外である本番組でも、雨天予備カードにJRNナイターを編成するようになったため、「マリーンズナイタースタジオ特集・麻布台スタジアム」の放送は全カードが屋外球場開催時の予備編成に限られることになった。実例として、8月1日は「ロッテ対日本ハム」を本番カードとしていたが、雨天中止によりJRN本番の「広島対阪神」（中国放送制作。火曜日のため自社放送分）を繰り上げてTBSラジオと並列放送した[5]。また、これに伴い、TBSが系列局向けに裏送り制作していない、かつJRNナイターの予備順が屋内球場より下位となっている場合に限り、本番組がTBSラジオ-JRNの報道音源として採用されるようになった[6]。

- 2018年はTBSラジオの野球中継撤退に伴い、土・日曜デーゲーム開催となる交流戦のロッテ対広島戦（6月2・3日）で中国放送への制作協力を実施する（解説者はラジオ日本から2日は清水隆行を、3日は西山秀二を派遣、いずれも実況は中国放送の石田充アナウンサーが、リポーターはホリプロアナウンス室の真鍋杏奈が担当[7]。金曜ナイター開催の6月1日はニッポン放送からの裏送りで対応）。一方、同様のケースでの対ソフトバンク戦でのRKB毎日放送と対日本ハム戦での北海道放送は、ニッポン放送からの裏送りまたはニッポン放送の技術協力による自社制作で、2019年の対中日戦でのCBCラジオは文化放送の技術協力による自社制作[8][9][10]で対応している。また、本番組の予備カードとしてJRN系列局制作のセ・リーグのカードを編成するようになった。最初の実例は7月17・18日の「ロッテ対楽天」で、17日は火曜日のため東北放送にネットされ[11]、予備カードは「阪神対巨人」（朝日放送ラジオ）[12]・「中日対広島」（CBCラジオ）[13]を、17日の東北放送は「ソフトバンク対西武」（RKB毎日放送、文化放送にネット）を編成した。この場合は巨人戦が予備から昇格しても『ラジオ日本マリーンズナイター』としての放送となる。

- しかし、2019年シーズンからのラジオ日本のプロ野球中継は巨人戦に完全に特化。巨人戦が試合のない平日やヤクルト主催の巨人戦実施の平日でも「マリーンズナイター」の中継が組まれなかった。従って、2018年シーズンをもって、事実上の自然終了状態にあり、以降のRFのロッテ戦中継制作については交流戦のロッテ対広島戦の土・日曜デーゲームでの中国放送向け裏送り（2021年は5月29日・30日に実施。2018年と異なり実況もRFに委託）のみ続けられている。

## 出演者
※ラジオ日本ジャイアンツナイターの出演者の節も参照。

### 解説
- ラジオ日本ジャイアンツナイターの解説者が担当（内藤尚行、西山秀二、篠塚和典の出演が比較的多い）

### リポーター
いずれも局アナではなく、契約スタッフとしての出演。
- 鈴木久美子
- 徳武樹里
- 夏川延子

過去
- 島田奈央子